# Тецуо Наґата
Тецуо Наґата (永田 鉄男 фр. Tetsuo Nagata; Нагано, Японія) — французький кінооператор японського походження. Двічі лауреат премії «Сезар» за найкращу операторську роботу (у 2002 та 2008 роках).

## Біографія
Закінчив Паризький університет у 1972 році. У 1970-х роках працював у Японії асистентом оператора Хіроші Сегава. Повернувшись у 1982 до Парижа був асистентом оператора Рікардо Ароновича. З 1988 року працював у комерційних компаніях головним чином оператором музичного відео та короткометражних стрічок.
Дебютував у великому кіно в 1999 році як оператор фільму режисера Франсуа Дюпейрона «Що є життя?». За фільм цього ж режисера «Палата для офіцерів» (2001) Наґата отримав «Сезара». Вдруге отримав цю премію у 2008 році за фільм «Життя у рожевому кольорі» режисера Олів'є Даана.
Тецуо Наґата працював також головним оператором для комерційних компаній, таких як Rolex, Clinique та Honda.

## Фільмографія
| Рік  | Назва                        | Оригінальна назва                | Режисер/Примітки                                       |
| ---- | ---------------------------- | -------------------------------- | ------------------------------------------------------ |
| 1999 | Що є життя?                  | C'est quoi la vie?               | Франсуа Дюпейрон • Премія «Сезар» найкращому оператору |
| 2000 | Дублер                       | Stand-by                         | Рош Стефаник                                           |
| 2001 | Палата для офіцерів          | La chambre des officiers         | Франсуа Дюпейрон                                       |
| 2002 | Нестримні                    | Riders                           | Жерар Пірес                                            |
| 2003 | Твої руки на моїй дупі       | Laisse tes mains sur mes hanches | Шанталь Лобі                                           |
| 2004 | Блуберрі                     | Blueberry                        | Ян Кунен                                               |
| 2004 | Глюк                         | Narco                            | Трістан Орует та Жиль Леллуш                           |
| 2005 | Тварина                      | Animal                           | Розлін Бош                                             |
| 2005 | Допоки не повернеться світло | Daiteiden no yoru ni             | Такасі Минамото                                        |
| 2006 | Париж, я люблю тебе          | Paris, je t'aime                 |                                                        |
| 2007 | Життя у рожевому кольорі     | La môme                          | Олів'є Даан • Премія «Сезар» найкращому оператору      |
| 2009 | Невдахи                      | Micmacs à tire-larigot           | Жан-П'єр Жене                                          |
| 2009 | Химера                       | Splice                           | Вінченцо Наталі                                        |
| 2010 | Леоні                        | Leonie                           | Хісако Мацуй                                           |
| 2012 | Я нормально супер гуд        | Russendisko                      | Олівер Цигенбальг                                      |
| 2015 | Донька Кастро                | Castro's Daughter                | Сара Сігель-Магнесс                                    |